# Przywidz (gemeente)
De gemeente Przywidz is een landgemeente in het Poolse woiwodschap Pommeren, in powiat Gdański.
De gemeente bestaat uit 18 administratieve plaatsen solectwo : Przywidz, Borowina, Częstocin, Huta Dolna, Jodłowno, Kierzkowo, Kozia Góra, Marszewska Góra, Marszewska Kolonia, Michalin, Miłowo, Nowa Wieś Przywidzka, Olszanka, Piekło Górne, Pomlewo, Stara Huta, Sucha Huta, Trzepowo
De zetel van de gemeente is in Przywidz.
Op 30 juni 2004 telde de gemeente 5061 inwoners.

## Oppervlakte gegevens
In 2002 bedroeg de totale oppervlakte van gemeente Przywidz 129,62 km², waarvan:
- agrarisch gebied: 50%
- bossen: 42%

De gemeente beslaat 16,34% van de totale oppervlakte van de powiat.

## Demografie
Stand op 30 juni 2004:
| Omschrijving                   | Totaal | Totaal | Vrouwen | Vrouwen | Mannen | Mannen |
| ------------------------------ | ------ | ------ | ------- | ------- | ------ | ------ |
| eenheid                        | aantal | %      | aantal  | %       | aantal | %      |
| inwoners                       | 5061   | 100    | 2434    | 48,1    | 2627   | 51,9   |
| bevolkingsdichtheid (inw./km²) | 39     | 39     | 18,8    | 18,8    | 20,3   | 20,3   |

In 2002 bedroeg het gemiddelde inkomen per inwoner 1475,31 zł.

## Aangrenzende gemeenten
Kolbudy, Nowa Karczma, Skarszewy, Somonino, Trąbki Wielkie, Żukowo